# وليام بلومر
وليام بلومر (بالإنجليزية: William Plomer)‏‏ (10 ديسمبر 1903 في بولوكوان - 21 سبتمبر 1973 في لويس) شاعر، وواضع كلمات الأوبرا، وكاتب، وملحن من جنوب أفريقيا.

## الجوائز
- نيشان الامبراطورية البريطانية من رتبة قائد
- ميدالية الشعر الذهبية للملكة  [لغات أخرى]‏

## روابط خارجية
- وليام بلومر على موقع IMDb (الإنجليزية)
- وليام بلومر على موقع الموسوعة البريطانية (الإنجليزية)
- وليام بلومر على موقع ميوزك برينز (الإنجليزية)